# Marcin Troński
Marcin Troński (ur. 13 czerwca 1954 w Warszawie) – polski aktor filmowy, teatralny i dubbingowy.

## Życiorys
Ukończył Państwową Wyższą Szkołę Teatralną w Warszawie (PWST) w 1977 i w tym samym roku debiutował w teatrze. W latach 1977–1997 występował w Teatrze Współczesnym w Warszawie, a w latach 1997–2007 w Teatrze Dramatycznym w Warszawie. W latach 1978–1993 był jednym z wykładowców PWST w Warszawie.
W 2015 otrzymał przyznawaną przez Zespół Artystyczny Teatru Polskiego Radia nagrodę „Wielki Splendor”, a w 2017 nagrodę publiczności za słuchowisko (autorstwo i reżyseria) „Nie jestem wielbłądem” na XVII Festiwalu Polskiego Radia i Teatru Telewizji Polskiej „Dwa Teatry” w Sopocie.

## Życie prywatne
Jest synem Izabelli Szalawskiej (ur. 4 września 1920, zm. 20 listopada 2012) i Bronisława Trońskiego (ur. 23 września 1921, zm. 15 stycznia 2012).

## Filmografia
- 1972: Tajemnica wielkiego Krzysztofa – gdańszczanin
- 1977: Pokój z widokiem na morze – Kaskader
- 1977: Rekord świata – Michał-pływak
- 1977: Pasja – aresztujący Dembowskiego
- 1978: Szpital Przemienienia – doktor Kozłowski
- 1978: Sto koni do stu brzegów – lekarz francuski
- 1978: Parada oszustów – gangster odbierający pieniądze O’Roneyowi (odc. 4)
- 1979: Sekret Enigmy – oficer rumuński
- 1979: Tajemnica Enigmy – Rumuński kapitan rozmawiający z Bertrandem (odc. 4)
- 1980: Przed odlotem – Bereś
- 1981: Przypadki Piotra S. – spawacz chuligan
- 1981: Przyjaciele – Kopyto (odc. 4)
- 1981: Najdłuższa wojna nowoczesnej Europy – Sekretarz wiceknaclerza, witający profesora Bernhardta (odc. 12)
- 1981: Debiutantka – młody architekt
- 1981: Człowiek z żelaza – doradca prezesa Radiokomitetu
- 1981: Dziecinne pytania – członek ochrony dygnitarza
- 1981: Amnestia – milicjant
- 1982: Pensja pani Latter – Stefan Solski
- 1982: Spotkanie sił – graf Korfu
- 1982–2000: Dom – funkcjonariusz UB (odc. 11); Docent na Wydziale Informatyki (odc. 21)
- 1983: Pobyt – Strażnik więzienny
- 1984: Zabawa w chowanego – bramkarz w lokalu
- 1984: Rok spokojnego słońca – szabrownik „Pchełka”
- 1984: O-bi, o-ba. Koniec cywilizacji – spekulant
- 1984: Baryton – Leonardo
- 1984: 111 dni letargu – Więzień – zakonnik
- 1984: Kobieta w kapeluszu – Orłowski
- 1985: Temida – Rotter (odc. 1)
- 1985: Sceny dziecięce z życia prowincji – uczestnik prywatki
- 1985: Oko proroka, czyli Hanusz Bystry i jego przygody (odc. 5)
- 1985: Jezioro Bodeńskie – Mulat
- 1985: Labirynt – trener
- 1985: Ga, ga. Chwała bohaterom – Prelegent w TV
- 1986: Kino objazdowe – plutonowy Służby Granicznej
- 1986: Maskarada – dziennikarz Jan Łaski
- 1987: Komediantka – Świerkoski, dozorca drogowy na stacji w Bukowcu
- 1987: Zabij mnie glino – członek gangu Stawskiego
- 1987: 07 zgłoś się – zawodowy zabójca Kurt Rolson (odc. 21)
- 1987: Misja specjalna – gestapowiec
- 1988: Zmowa – wojewoda
- 1988: I skrzypce przestały grać – dr Josef Mengele
- 1988: Oszołomienie – Roman Stachowski
- 1988: Kornblumenblau – Moskwa-kelner
- 1988: Pan Kleks w kosmosie – Premier Planety
- 1989: Żelazną ręką – Jan Zamoyski
- 1989: Urodzony po raz trzeci – policjant „Wyżeł”
- 1989: Stan strachu – aktor Witek Mesarz
- 1989: Porno – Konny milicjant w parku
- 1989: Po własnym pogrzebie – policjant „Wyżeł”
- 1989: Kawalerki – Miecio, mąż Krysi (odc. 3)
- 1989: Kanclerz – Jan Zamoyski
- 1990: Seszele – Niedziela
- 1990: Świnka – Ben, pracownik rzeźni „Royal Ham”
- 1990: Napoleon – deputowany (odc. 1)
- 1990: Femina – Wiktor
- 1990: Przypływ – Zar
- 1990: Mów mi Rockefeller – nauczyciel w-f
- 1990: Domena władzy – naczelnik więzienia
- 1991: Panny i wdowy – Jan, kochanek Karoliny, ojciec Eweliny (odc. 3 i 4)
- 1991: Koniec gry – Barycki
- 1991: Niech żyje miłość – Robert
- 1992: Wielka wsypa – Frankie
- 1993–1994: Zespół adwokacki – Leszek Matusiak
- 1993: Balanga – Nauczyciel
- 1994–1995: Fitness Club – Dziennikarz TV Trotel
- 1995: Nic śmiesznego – kierowca w zespole filmowym (kierownika produkcji filmu Klęska i reżysera przy 3. filmie)
- 1995: Les Milles – Internowany
- 1996: Nocne graffiti – „Aleks”
- 1997: Cudze szczęście – Lekarz
- 1998–2013: Klan – Detektyw Bogdan Sawicki
- 1998: Siedlisko – notariusz
- 1998: Ekstradycja 3 – członek sztabu kryzysowego (odc. 10)
- 1999: Świat według Kiepskich – Stasiek (odc. 22)
- 1999: Policjanci – Boruń (odc. 3)
- 2000: Twarze i maski – komisarz Widecki (odc. 7)
- 2001: Kameleon (serial) – kierownik klubu sportowego „Sokół Warmia”
- 2002: Dzień świra – Polityk na mównicy sejmowej
- 2003: Ubu Król – ambasador Anglii
- 2003: Lokatorzy – stomatolog Mariusz (odc. 162)
- 2003: Fala zbrodni – Krzysztof Raczyński, były wiceminister skarbu (odc. 2)
- 2004–2005: Pensjonat pod Różą – Prawnik Misiecki
- 2004–2005: Pierwsza miłość – Tomasz Niemirski
- 2005: Pełną parą – Tadeusz Struś
- 2005: Lawstorant – Człowiek „Carusa”
- 2005: Miłość w przejściu podziemnym – policjant
- 2008: Plebania – weterynarz Witold Siedlak
- 2009: Siostry – Zenon Dziubas
- 2009–2010: Na dobre i na złe – Tadeusz Maciejewski, ojciec Marcina
- 2009: Ojciec Mateusz – trener Rafał Rozwałka (odc. 23)
- 2011: Układ warszawski – mężczyzna na schodach (odc. 1)
- 2011: M jak miłość – Sebastian Przegrodzki, ojczym Oli (odc. 850 i 853)
- 2012: Na Wspólnej – Wiktor Kiertyczak
- 2012–2013: Lekarze – Łącki, wiceprezydent Torunia
- 2012: Historia Roja – Władysław Nasierowski
- 2013: Syberiada polska – cywil
- 2022: Prorok – Józef Cyrankiewicz

Źródło: Filmpolski.pl.

## Polski dubbing

### Filmy
- 1955: Zakochany kundel – Wiarus (wersja z 1996 roku)
- 1991: Beethoven – Dr Herman Varnick
- 1991: Powrót króla rock and „rulla” – narrator
- 1992: Kometa nad Doliną Muminków – Piżmowiec
- 1993: Pan niania – Sean Armstrong
- 1993: Tajemnica trzynastego wagonu – Aleksander Galinimow
- 1994: Brzdąc w opałach – Grissom
- 1994: Król dżungli (wersja TVP i VHS)
- 1994: Maska – Dorian Tyrell
- 1994: Władca Ksiąg – Pirat
- 1996: Kosmiczny mecz – Michael Jordan
- 1996: Małpa w hotelu – Murray
- 1996: Świąteczna gorączka – Howard Langston
- 1997: Batman i Robin – Doktor Victor Fries alias Mr. Freeze
- 1997: Nowe przygody Batmana i Supermana – Luthor
- 1998: Babe – świnka w mieście – Alan
- 1998: Dr Dolittle – Archer Dolittle
- 1998: Wielki Joe – Kweli
- 1999: Muppety z kosmosu – Clifford
- 1999: Tarzan – Clayton
- 2000: Scooby Doo i najeźdźcy z kosmosu – Max
- 2000: Spotkanie z Jezusem – Józef z Arymatei (wersja kinowa i DVD)
- 2000: Uciekające kurczaki – Nick
- 2001: Potwory i spółka – Grześ
- 2001: Zakochany kundel II: Przygody Chapsa – Wiarus
- 2002: 8. Mila – Roy Darucher
- 2002: Asterix i Obelix: Misja Kleopatra – Marnypopis
- 2002: Country Miśki – Fred Bedderhead
- 2002: Śnieżne psy – Dr Brooks
- 2003: Kaena: Zagłada światów – Voxem
- 2003: Scooby Doo i meksykański potwór – Señor Fuente
- 2003: Sindbad: Legenda siedmiu mórz – Kale
- 2004: 7 krasnoludków: Historia prawdziwa – Ślisk
- 2004: Iniemamocni – Człowiek Szpadel
- 2004: Pamiętnik księżniczki 2: Królewskie zaręczyny – Premier
- 2004: Scooby-Doo 2: Potwory na gigancie – Zamaskowana Postać
- 2004: Terminal – Thurman
- 2004: W 80 dni dookoła świata – Książę Hapi
- 2005: Kurczak Mały – Profesor Owczykłak
- 2005: Zebra z klasą – Cooper
- 2006: 7 krasnoludków: Las to za mało – historia jeszcze prawdziwsza – Ślisk
- 2006: Sezon na misia
- 2006: Eragon – Ajihad
- 2006: Na psa urok – Ken Hollister
- 2006: Noc w muzeum –
  - Głowa z Wyspy Wielkanocnej,
  - Attyla,
  - Taksówkarz
- 2007: Rodzinka Robinsonów
- 2007: Bratz: W krainie czarów
- 2007: Garfield ucieka z komiksu – Sid
- 2007: Ratatuj – Horst
- 2007: Na fali
- 2007: Simpsonowie: Wersja kinowa –
  - Prezydent Arnold Schwarzenegger,
  - Komiksiarz,
  - Lou,
  - Dyrektor Skinner,
  - Otto Mann
- 2007: Wojownicze Żółwie Ninja – Max Winters (kino i DVD)
- 2008: Łowcy smoków
- 2008: Garfield: Festyn humoru – narrator
- 2008: Gwiezdny zaprzęg – Tad
- 2008: Madagaskar 2 – Zuba, ojciec Aleksa
- 2008: Opowieści dziwnej treści: Trzy świnki – Mason
- 2008: Renifer Niko ratuje święta – Przywódca reniferów (wersja kinowa)
- 2009: Góra Czarownic – Frank
- 2009: Księżniczka i żaba – James
- 2009: Noc w muzeum 2 –
  - Iwan Groźny,
  - Głowa z Wyspy Wielkanocnej
- 2009: Scooby Doo i miecz samuraja – Matsuhiro
- 2010: Marmaduke
- 2012: Wyśpiewać marzenia – Bernie
- 2013: Iron Man 3 – wiceprezydent Rodriguez
- 2013: Lego Batman – Lex Luthor
- 2013: Oz: Wielki i potężny – Cechmistrz
- 2013: Robosapien – Esperanza
- 2014: Batman i Liga Sprawiedliwości – Lex Luthor
- 2014: Muppety: Poza prawem
- 2014: Noc w muzeum: Tajemnica grobowca –
  - Attyla,
  - Głowa z Wyspy Wielkanocnej
- 2014: Samoloty 2 – Paker
- 2017: Strażnicy Galaktyki vol. 2 – Charlie-27

### Seriale
- 1929-1969: Zwariowane melodie
- 1940-1967: Tom i Jerry –
  - spiker radiowy (odc. 68),
  - drugi z psów (odc. 86)
- 1961–1962: Kot Tip-Top (pierwsza wersja)
- 1970: Josie i Kociaki
- 1972–1973: Nowy Scooby Doo – Słowiczek (odc. 12, 16-17)
- 1976–1978: Scooby Doo
- 1978: Był sobie człowiek –
  - Mężczyzna, który uciekł rabusiom (odc. 5),
  - Właściciel kuźni (odc. 13),
  - jeden z marynarzy (odc. 16),
  - Hiszpański żołnierz (odc. 17)
- 1987: Było sobie życie
- 1987–1990: Kacze opowieści –
  - przywódca druidów (druga wersja – odc. 19),
  - Sokole Oko (druga wersja – odc. 23),
  - Szalony Pies McŚwir (druga wersja – odc. 23)
- 1991–1992: Dzielny Agent Kaczor – Agent Grizzlikow (pierwsza wersja – odc. 1, 4)
- 1991: Przygody Syrenki – Król
- 1992–1998: Batman –
  - Roland Daggett (druga wersja),
  - Mr. Freeze / Victor Friese (pierwsza wersja – odc. 84)
- 1992–1993: Goofy i inni –
  - Spud (druga wersja – odc. 17),
  - Ronald Szmelceneger (druga wersja – odc. 19),
  - policjant (druga wersja – odc. 34)
- 1992–1994: Mała syrenka – Król August (druga wersja – odc. 8)
- 1992: W 80 marzeń dookoła świata – Carlos
- 1994–1995: Aladyn – Samir (pierwsza wersja – odc. 8)
- 1994–1996: Fantastyczna Czwórka – Czarna Pantera/T’challa (odc. 20)
- 1994: Tropiciele gwiazd – Tony Masters
- 1995–1998: Pinky i Mózg – Zalgar (odc. 16)
- 1995–2001: Star Trek: Voyager – Tuvok
- 1995–2002: Timon i Pumba –
  - Cheetahto (odc. 3b, 9b, 60b),
  - strusica (odc. 10b),
  - kojot (odc. 62a),
  - gość #4 (odc. 62a),
  - Bertram (odc. 62a),
  - lampart (odc. 62b),
  - niedźwiedź (odc. 63b),
  - reporter (odc. 64a),
  - kapitan (odc. 64b),
  - bankier (odc. 65b)
- 1996–1997: Incredible Hulk – Bułat (odc. 20)
- 1996−2003: Laboratorium Dextera – Ness Zrzęda (odc. 18a)
- 1996–2000: Superman – Lex Luthor
- 1996–1997: Walter Melon
- 1997: Księżniczka Sissi
- 1997–1998: Zorro – Kapitan Montecero (druga wersja)
- 1998: Farma pełna strachów – Koziosmourus Rex
- 1998−1999: Herkules –
  - Ortho 2 (odc. 53, 60),
  - Cyklop (odc. 62)
- 1998: Przygody Kuby Guzika – Tur Tur
- 1998: Srebrny Surfer –
  - E’Dok (odc. 11),
  - Borad (odc. 12)
- 1998: Teknoman – Komandor Jamison
- 1998–2002, 2006–2007: Zapasy na śmierć i życie –
  - Mark William „The Undertaker” Calaway (odc. 31),
  - Eriq La Salle (odc. 35)
- 1999–2001: Batman przyszłości – Bruce Wayne
- 1999–2001: Blokersi – Thurgood Stubbs
- 1999: Chris Colorado – Richard Jullian
- 1999–2002: Nieustraszeni ratownicy –
  - kapitan Cuffs (odc. 30a),
  - Kenny Ride (odc. 32)
- 2001–2004: Liga Sprawiedliwych – Lex Luthor
- 2002–2005: Co nowego u Scooby’ego? –
  - narrator (odc. 5),
  - Del Stone (odc. 6),
  - Lloyd Mbuku (odc. 8),
  - pan Nerguson (odc. 9),
  - pułkownik Henry Thornwald (odc. 23),
  - szaman (odc. 23)
- 2002–2007: Kim Kolwiek –
  - Rufus 3000,
  - „Big Daddy”,
  - Biały Pasek,
  - Członek Niezwyciężonej Trójki,
  - Papa Porter,
  - Pan Oprych (odc. 20)
- 2003–2005: Kaczor Dodgers – Royal Serpenti (odc. 37b)
- 2003–2006: Lilo i Stich –
  - 150/Clyde (odc. 35),
  - Oscar Dumny (odc. 51)
- 2003–2004: Megas XLR –
  - Kapitan Lunar (odc. 1),
  - R.E.G.I.S. 5 (odc. 3)
- 2004–2008: Batman – Lex Luthor
- 2004–2009: Dom dla Zmyślonych Przyjaciół pani Foster –
  - Eduardo,
  - Prowadzący zespół z Jamajki (odc. 67)
- 2004–2006: Liga Sprawiedliwych bez granic – Lex Luthor (odc. 8, 20, 22-25, 27, 30, 32, 34-35, 38-39)
- 2004: Transformerzy: Wojna o Energon – Omega Supreme
- 2005–2007: Podwójne życie Jagody Lee –
  - Maret,
  - Thor
- 2006–2007: Fantastyczna Czwórka – Doktor Doom
- 2006: Tajna misja
- 2006: Zawiadowca Ernie – Brooklyn (odc. 5, 21, 24)
- 2007: Chop Socky Chooks: Kung Fu Kurczaki –
  - Larry (odc. 8),
  - Bantam (odc. 9)
- 2007–2011: Przygody Sary Jane – Martin Trueman (druga wersja – odc. 16-17)
- 2007: Skunks Fu – Smok
- 2008–2011: Batman: Odważni i bezwzględni – Lex Luthor (odc. 57, 60)
- 2008-2014: Gwiezdne wojny: Wojny klonów – Senator Taa
- 2009: Geronimo Stilton –
  - Bodzio Wąsacz (odc. 5),
  - Kinkingpo (odc. 9)
- 2010–2012: Mój kumpel anioł –
  - Artie Jackson (odc. 18),
  - anielski sędzia (odc. 19)
- 2011–2013: Looney Tunes Show – Leslie Hunt / Steve St. James (odc. 19, 21)
- 2012: Lego Star Wars: Kroniki Yody – Bane (odc. 2)
- 2013: Akademia tańca – spiker (odc. 44)
- 2013–2014: Sam i Cat
- 2014: Star Wars: Rebelianci – Fenn Rau (odc. 28, 44, 52-53, 59)
- 2015: Nocna straż – dżinn (odc. 3)
- 2016: Akademia Skylanders – Glumshanks (seria II)
- 2016: Justice League Action – Lex Luthor (odc. 12, 16, 24, 33, 36, 40, 49)

### Gry
- 2001: Fallout Tactics: Brotherhood of Steel –
  - Smith,
  - Folleto,
  - Toccamatta,
  - Erkal, naukowiec supermutantów,
  - Paladyn Reeves,
  - Paladyn Maximus,
  - Joe Grimm
- 2004: Scooby-Doo 2: Potwory na gigancie – Zamaskowana postać
- 2008: Age of Conan: Hyborian Adventures –
  - Bartholomo,
  - Samson
- 2008: Gothic 3: Zmierzch bogów –
  - Mieszkaniec Vengardu,
  - Mark,
  - Ojciec rodziny,
  - Handlarz z Silden,
  - Barnabas,
  - Meryl
- 2009: Jak & Daxter: Zaginiona granica – Barter
- 2010: Heavy Rain – Jackson „Szajba” Neville
- 2010: StarCraft II: Wings of Liberty –
  - Nieśmiertelny (jednostka),
  - Egzekutor,
  - Hybryda,
  - Nexus

### Słuchowiska
- Jan Maciej Karol Wścieklica – Henryk Twardzisz
- 1960: W Jezioranach – Bronisław Wieruch
- 1995: Mikołaja Doświadczyńskiego przypadki
- 1995: Zły – Robert Kruszyna
- 1996: Fermenty – Andrzej (odc. 1, 3-5, 7, 9-14)
- 1996: Mikołaja Doświadczyńskiego przypadki – Gwilhelm
- 1996–1997: Ogniem i mieczem – Tuhaj-bej
- 1997: Judasz Iskariota – Plautus
- 1997: Potop – Jaromir Kokosiński
- 1998: Dom przy ulicy Niezapominajki 1 – tata Zuzi i Kuby
- 1998: Faraon – kapłan Samentu (odc. 22, 26-27)
- 1999: Balladyna – Grabiec
- 1999: Nowe przygody i nieszczęścia Łazika z Tormesu – Pierre
- 1999: Romeo i Julia – Tybalt
- 2000–2001: Artur Rubinstein: "Pamiętniki muzyczne"
- 2000: Popioły – Książę Józef Poniatowski (odc. 30-32)
- 2001: Potop
- 2002: Dwie wieże – Uglug
- 2002: Ferdydurke – docent Stefan Łopatkin (odc. 7-9)
- 2002: Przygody dobrego wojaka Szwejka –
  - Doktor Mraz (odc. 6),
  - Kucharz-okultysta Jurajda (odc. 7-9, 12)
- 2002: Stara baśń – Bumir (odc. 11, 14, 19, 25)
- 2003: Przygody Dona Kichota – marszałek dworu (odc. 30-32, 35)
- 2004: Matka – Wojciech de Pokorya-Pęcherzewicz
- 2004: Oliver Twist – woźny Bumble (odc. 1-3, 15, 18-19)
- 2005: Boży bojownicy – Samson Miodek
- 2005: Salto – Gospodarz
- 2006: Kubuś Fatalista i jego pan – słuchający narratora
- 2006: Opowieść wigilijna – Kwestor
- 2007: Bambini di Praga – Rzeźnik Hyrman
- 2008: Bruderszaft z Belzebubem – Generał Dankowski
- 2009: Excentrycy – Stypa
- 2009: Królowa Emigrantka. Rzecz o Helenie Modrzejewskiej – Pan McCullough
- 2009: Mała księżniczka – Ram Dass
- 2009: Nie-Boska komedia –
  - Gość 1,
  - Ojciec chrzestny,
  - chór,
  - Hrabia 1
- 2010: Aloha, Scooby Doo – Ruben Laluna
- 2010: Czuwanie – Wojciech Grzymała
- 2010: Narrenturm – Trankwilus
- 2010: Scooby Doo: Klątwa Kleopatry – Amahl Ali Akbar
- 2010: Scooby Doo: Piraci, ahoj! – Kpt. Kryza
- 2011: Miecz przeznaczenia –
  - Vimme Vivaldi (Wieczny ogień),
  - Yurga (Coś więcej),
  - Przegrzybek (Okruch lodu)
- 2011: Mikołajek – Komisarz
- 2011: Ręczna robota – Tomasz Baryta (odc. 37)
- 2011: Wychowanka – Hryńko Bajduła, leśny
- 2012: Boży bojownicy – Jan Smirzycky
- 2013: Beniowski. Fragmenty poematu – Dzieduszycki
- 2013–2014: Dotyk głosu – sędzia (Weronika)
- 2013: Lux perpetua –
  - Baltazar von Schlieben,
  - Paulin
- 2014: Krew elfów – Olsen
- 2014: Jasna, moja miłość – Marcin Troński
- 2015: Alchemik
- 2015: Marszałek z chłopów – Ignacy Daszyński
- 2016: Lśnienie – Watson
- 2017: Virion. Wyrocznia – Dogo
- 2018: Chrzest ognia – Ori

### Jako lektor
- 1998: Dom przy ulicy Niezapominajki 1

## Wykonanie piosenek
- 2004–2009: Dom dla Zmyślonych Przyjaciół pani Foster (odc. 49)